# Tesoro de Tomares
El Tesoro de Tomares es un conjunto de monedas romanas halladas por un equipo de trabajo de la Empresa de Transformación Agraria, dirigido por Javier Yuste Zazo y Silvia Marín Montero, durante unas obras de la Confederación Hidrográfica del Guadalquivir en el Parque del Olivar del Zaudín, en la localidad sevillana de Tomares (España), el 28 de abril de 2016, siendo en este día el momento de ingreso de las monedas al Museo Arqueológico de Sevilla. Este descubrimiento ha sido uno de los más importantes en los últimos años a nivel nacional. Igualmente, ha sido uno de los hallazgos monetarios que ha tenido mayor recorrido en la sociedad gracias, en parte, al papel comunicativo e informador de los medios de comunicación y a la magnitud e importancia del propio descubrimiento.

## Descripción
Está formado por 19 ánforas que contenían unas 50 000 monedas con un peso aproximado de 600 kg. Se trata de follis, o más genéricamente, nummos (nummi), monedas de bronce de los siglos III y IV, en las que aparecen las figuras de los emperadores Maximiano, Constancio I, Diocleciano y Galerio. No obstante, no se han encontrado los habituales antoninianos radiados emitidos durante la Primera Tetrarquía, ni tampoco otros elementos comunes relacionados con este tipo de hallazgos del siglo III.  Las monedas de entre 8 y 10 gramos de peso y alrededor de 25 mm de diámetro tienen en el anverso la figura de un emperador y en el reverso diversas alegorías romanas, como la abundancia.
Los investigadores enfatizaron que en pocas ocasiones a nivel mundial se ha encontrado tal acumulación de piezas y además tan homogéneas.  En general, el estado de conservación de las monedas era muy bueno.

## Estudio

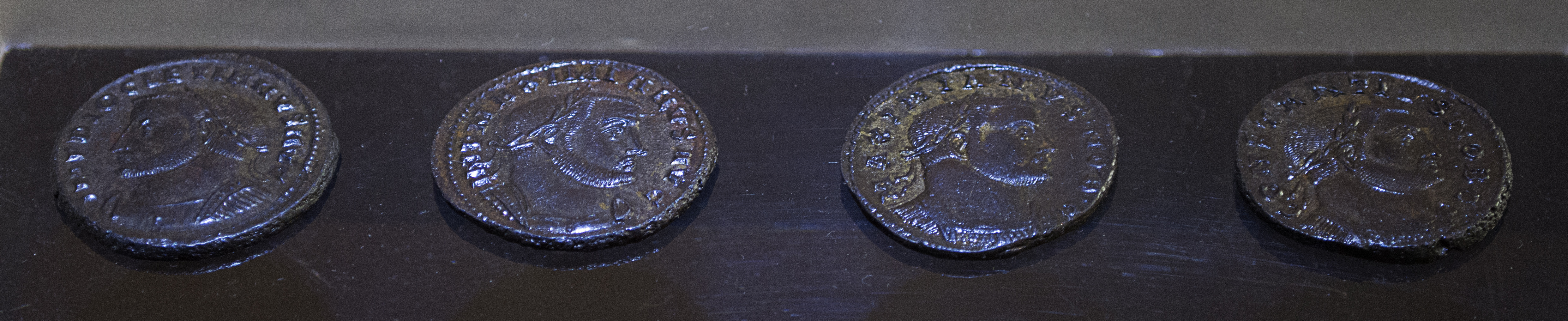
Monedas de los cuatro emperadores del primer gobierno de la Tetrarquía: Diocleciano, Maximiano, Galerio y Constancio I, pertenecientes al tesoro de Tomares. Museo Arqueológico de Sevilla.

Tras el inesperado descubrimiento, el tesoro de Tomares ingresó en el Museo Arqueológico de Sevilla, siendo esta institución la encargada de llevar la iniciativa en la investigación del hallazgo y, por ende, de realizar un proyecto de investigación acorde a la magnitud del conjunto monetario, el cual obtuvo financiación pública y necesitó la contratación de personal especialista ajena al Museo arqueológico de Sevilla para su estudio.Las labores de actuación del museo se han basado en la limpieza mediante lavados con agua desmineralizada y cepillado, catalogación, documentación gráfica y análisis físico del contenido las monedas de plata.  Nótese, que la investigación de los trabajos de hallazgos monetarios ha cogido gran impulso gracias al desarrollo de las tecnologías digitales
El estudio de este hallazgo no es cuestión baladí, puesto que ha permitido a los especialistas de la materia ahondar sobre el conocimiento de la numismática antigua de la región  y a la circulación monetaria regional. Este tipo de hallazgos puede ayudarnos a entender las relaciones entre las distintas áreas geográficas en una cronología determinada. Por otro lado, este conjunto recoge monedas realizadas por las cecas que funcionaban en aquella época; por ello, es que nos puede ayudar a comprender la estructura interna de las casas de moneda que las emitieron.